# Герег, Иван Дмитриевич
Иван Дмитриевич Герег (24 мая 1944, Хуст, Королевство Венгрия — 5 декабря 2018, Украина) — советский футболист, защитник.

## Карьера
Окончил Львовский институт физкультуры, затем — экономический факультет Львовского университета им. И. Франко и Школу бизнеса в Софии.
В составе «Карпат» дебютировал 8 апреля 1968 в игре против «Балтики». За «Карпаты» в чемпионатах СССР сыграл 229 матчей в течение 9 сезонов.
Был физически крепким и плотным в игре, техничным футболистом, любил подключаться к атакам.
После завершения игровой карьеры в течение 10 лет работал директором СДЮШОР «Карпаты». В конце 1980-х годов начал заниматься бизнесом. Сфера бизнес-интересов — обработка и продажа бриллиантов.